# Grand Prix Jef Scherens 2009
La 43e édition du Grand Prix Jef Scherens a eu lieu le 6 septembre 2009. Elle a été remportée par le Néerlandais Sebastian Langeveld.

## Classement final
Sebastian Langeveld remporte la course en parcourant les 183,3 km en 4 h 16 min 35 s à la vitesse moyenne de 42,790 km/h ; 195 coureurs ont pris le départ.
| Classement final | Classement final    | Classement final | Classement final             | Classement final   |
|                  | Coureur             | Pays             | Équipe                       | Temps              |
| ---------------- | ------------------- | ---------------- | ---------------------------- | ------------------ |
| 1er              | Sebastian Langeveld | Pays-Bas         | Rabobank                     | en 4 h 16 min 35 s |
| 2e               | Stijn Vandenbergh   | Belgique         | Katusha                      | m.t                |
| 3e               | Frédéric Amorison   | Belgique         | Landbouwkrediet-Tönissteiner | m.t                |
| 4e               | Sylvain Chavanel    | France           | Quick Step                   | + 4 s              |
| 5e               | Nick Nuyens         | Belgique         | Rabobank                     | + 12 s             |
| 6e               | Greg Van Avermaet   | Belgique         | Silence-Lotto                | + 18 s             |
| 7e               | Maxime Vantomme     | Belgique         | Katusha                      | m.t                |
| 8e               | Gerben Löwik        | Pays-Bas         | Vacansoleil                  | m.t                |
| 9e               | Fabian Wegmann      | Allemagne        | Milram                       | m.t                |
| 10e              | Bert De Waele       | Belgique         | Landbouwkrediet-Tönissteiner | m.t                |
| modifier         |                     |                  |                              |                    |